# 金令培
金 令培（キム・ヨンベ、朝鮮語: 김영배、1932年12月23日 - 2013年4月27日）は、 大韓民国の軍人、政治家。第10・12・13・14・15・16代大韓民国国会議員、第15代国会副議長。
本貫は金海金氏。号は一石（イルソク、朝鮮語: 일석）。カトリック教徒。金大中の側近で東橋洞系の元老の1人である。

## 経歴
1932年12月23日、大日本帝国朝鮮忠清南道の論山に生まれた。南北朝鮮が日本から離脱した後は大韓民国の国民となる。永登浦高等学校を卒業後、1951年から陸軍にて1953年まで朝鮮戦争に参戦した後、1955年に陸軍下士予備編として服務した。のちに延世大学校行政大学院、高麗大学校経営大学院を修了。
1978年12月12日の第10代総選挙にて新民党候補として当選し、以後国会議員6期を務めた。外見と強硬な性格にもよるが、特に1987年の新韓民主党党紀委員長時代に党側が主張した直選制改憲に対抗して内閣制改憲を主張した李哲承と李宅熙に対する除名処分を強行した後、「サムライ金（キム）」とあだ名が付けられた。
2002年初め、新千年民主党の大統領選挙候補国民選挙（全国巡回選挙）選管委員長を務め、毎週週末の夕方に盧武鉉の勝利を発表して注目されたが、途中に盧武鉉の支持率が低下すると反盧武鉉に転じ、「盧武鉉・鄭夢準候補単一化推進協議会」の会長を務めて鄭を支持した。一旦「候補単一化推進協議会」所属の議員らと集団離党したが、結局盧への単一化決定以降は復党した。しかし、第16代総選挙の前に地元住民を対象に山岳会を組織し、事前選挙運動を行ったのは選挙法違反で当選無効に該当するという2003年1月の裁判所の判決を受け、大法院の終審判決を控えていた同年2月に議員を辞職し政界を去った。以後は一石奨学財団理事長を務めた。
2013年の初め、ステージ3の胆道癌の診断を受け治療を続けていたが、2013年4月27日、81歳で亡くなった。
著書として『ただ一筋だけを（原文: 오로지 한길만을）』を執筆した。